# Leopoldius brevirostris
Leopoldius brevirostris – gatunek muchówki z podrzędu krótkoczułkich i rodziny wyślepkowatych.
Gatunek ten opisany został w 1827 roku przez Ernsta Friedricha Germara jako Conops brevirostris.
Muchówka o smukłym ciele długości od 11 do 12 mm. Głowa jej ma całkowicie czarne czoło i ciemię, brunatnożółty wzgórek przyoczkowy, a twarz żółtą ze srebrzystym opyleniem. Czułki są lancetowate, o silnie pogrubionym trzecim członie biczyka. Brunatny ryjek jest miękki i wyraźnie krótszy niż głowa. Tułów odznacza się tarczką brązowożółtą z czarną nasadą. Odnóża są żółte, zwykle z ciemną plamą na powierzchni zewnętrznej tylnej pary ud oraz czarnymi biodrami środkowej, tylnej, a u samców także przedniej pary. Odwłok jest czarny z żółtymi przepaskami, z wyjątkiem drugiego segmentu pozbawionymi wcięć. Segmenty odwłoka od szóstego wzwyż są całkiem żółte. Narządy rozrodcze cechuje duża i szeroka teka.
Owad znany z Wielkiej Brytanii, Francji, Belgii, Holandii, Niemiec, Szwajcarii, Austrii, Włoch, Polski i Czech.